# Microbotryum betonicae
Microbotryum betonicae är en svampart som först beskrevs av Günther von Mannagetta und Lërchenau Beck, och fick sitt nu gällande namn av R. Bauer & Oberw. 1997. Microbotryum betonicae ingår i släktet Microbotryum och familjen Microbotryaceae.   Inga underarter finns listade i Catalogue of Life.